# El prisionero del Cáucaso
El prisionero del Cáucaso (título original en ruso, Кавказский пленник en cirílico; Kavkazski plénnik en transliteración) es una ópera en tres actos con música de César Cui y libreto de Víktor Aleksándrovich Krylov basado en el poema El prisionero del Cáucaso de Pushkin. Compuesta entre 1858 y 1882, se estrenó el 4 de febrero de 1883 bajo la dirección de Eduard Nápravník en el Teatro Mariinski de San Petersburgo.
La ópera se vio precedida en el escenario ruso por el ballet del coreógrafo Charles Didelot de 1825.

## Personajes
| Personaje                  | Tesitura     | Reparto del estreno, 4 de febrero de 1883 (Director: Eduard Nápravník) |
| -------------------------- | ------------ | ---------------------------------------------------------------------- |
| Kazenbek                   | bajo         | Fiódor Stravinski                                                      |
| Fatima, su hija            | soprano      | M. A. Slavina, F. N. Belinskaya                                        |
| Mar'iam, su amiga          | mezzosoprano | N. A. Fride                                                            |
| Abubeker, marido de Fátima | barítono     | I. P. Pryaznishnikov                                                   |
| Fejerdin, un mulá          | bajo         | M. M. Kolryakin                                                        |
| Un prisionero ruso         | tenor        | M. D. Vasilʹev                                                         |
| Primer circasiano          | tenor        |                                                                        |
| Segundo circasiano         | barítono     | V. F. Sobolev                                                          |
| Segundo mulá               | tenor        |                                                                        |